# Vuelo 66 de Eastern Airlines
El vuelo 66 de Eastern Airlines fue un vuelo entre Nueva Orleans y Nueva York que cayó a tierra en la localidad de Jamaica, Nueva York, el 24 de junio de 1975. De los 124 pasajeros a bordo del 727 (116 pasajeros y 8 miembros de la tripulación), sólo 12 personas sobrevivieron y 112 murieron. Un pasajero que sobrevivió al accidente murió a los nueve días del accidente, aumentando el número de víctimas a 113 fallecidos. El accidente fue causado por fuertes vientos de cola originados por una tormenta eléctrica en la zona de Nueva York.

## Tripulación
- El capitán era John W. Kleven, de 54 años de edad, que había prestado servicios en Eastern Air Lines durante casi 25 años y era capitán del Boeing 727 desde el 10 de julio de 1968. Kleven tuvo un total de 17.381 horas de vuelo, incluyendo 2.813 horas en el Boeing 727.
- El primer oficial fue William Eberhart, de 34 años, que llevaba casi nueve años en Eastern Air Lines. Tuvo 5.063 horas de vuelo, incluyendo 4.327 horas en el Boeing 727.
- El ingeniero de vuelo era Gary M. Geurin, de 31 años, que había estado con Eastern Air Lines desde 1968 y tenía 3.910 horas de vuelo, 3.123 de las cuales a bordo del Boeing 727.
- Un segundo ingeniero de vuelo, Peter J. McCullough, de 31 años, también estaba a bordo y en entrenamiento, con Geurin monitoreando su progreso. McCullough llevaba cuatro años en Eastern Air Lines y había completado 3.602 horas de vuelo, 676 de las cuales a bordo del Boeing 727.

## Pasajeros notables
- Reverendo Iveson B. Noland, obispo de la Diócesis Episcopal de Luisiana.
- Wendell Ladner, jugador de baloncesto estadounidense.

## Accidente
El Boeing 727 utilizado en el vuelo 66 estaba en su aproximación final al Aeropuerto Internacional John F. Kennedy de Nueva York, cuando entró en una tormenta con vientos cruzados que estaba en la zona. El avión siguió su descenso hasta que golpeó las luces de aproximación a 2,31 m desde el umbral de la pista 22L. Tras el impacto inicial a la izquierda siguió hasta que estalló en llamas, matando a 6 miembros de la tripulación y 106 pasajeros.
Sólo 10 pasajeros y 2 miembros de la tripulación sobrevivieron, al estar sentados en la parte trasera del avión, pero uno de los pasajeros muere a los 9 días del accidente.

## Investigación de la NTSB
El accidente del vuelo 66 fue investigado por la NTSB, que publicó su informe final el 12 de marzo de 1976. Durante la investigación se supo que 10 minutos antes de que el vuelo 66 se estrellara, un DC-8 CF de Flying Tiger Line aterrizó en la pista 22L, reportando viento de cola en tierra. Después del DC-8, un Lockheed L-1011 Tristar de Eastern Airlines estuvo a punto de estrellarse en la misma pista, luego dos aviones más aterrizaron antes del accidente del vuelo 66. Según la conversación registrada en la grabadora de voz en cabina (CVR), el capitán era consciente de los informes de vientos cruzados en la ruta de aproximación final, pero decidió continuar con el aterrizaje.
En el informe final, la NTSB determinó como causa del accidente:

El encuentro del avión con vientos cruzados asociados con una tormenta muy fuerte, detectada por el ILS, que se tradujo en una alta tasa de descenso a tierra. La tripulación hizo lo posible por corregir la elevada tasa de descenso del avión y dependía de pistas visuales y no tenía suficiente experiencia con los instrumentos de vuelo. Sin embargo los vientos cruzados pudieron ser demasiado fuertes para un aterrizaje visual, aún si confían en los instrumentos de vuelo y respondían rápidamente a sus indicaciones.

También apareció en el informe el siguiente factor causante de la tragedia:

El uso de la pista 22L cuando debería ser evidente para los controladores de tráfico aéreo y la tripulación de vuelo que había una tormenta eléctrica muy fuerte durante la aproximación al aeropuerto.

Este accidente condujo al desarrollo del sistema de alerta meteorológica, por la FAA en 1976 que fue instalado en los aeropuertos de Estados Unidos entre 1977 y 1987.